# Ремштедт (Нижня Саксонія)
Ремштедт (нім. Römstedt) — громада в Німеччині, розташована в землі Нижня Саксонія. Входить до складу району Ільцен. Складова частина об'єднання громад Бефензен-Ебсторф.
Площа — 18,97 км2. Населення становить 802 ос. (станом на 31 грудня 2021).